# Antoine Marc Gaudin

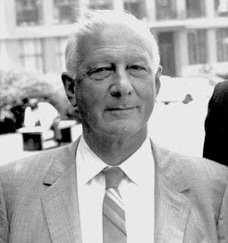
Antoine Marc Gaudin (1965)

Antoine Marc Gaudin (* 8. August 1900 in Izmir; † 23. August 1974 in Boston, Massachusetts) war ein französisch-US-amerikanischer Ingenieur, der auf den Gebieten Metallurgie und Technische Mineralogie arbeitete.

## Leben
Antoine Marc Gaudin wurde als Sohn eines französischen Ingenieurs in Izmir (Smyrna) geboren. Sein Vater war Generaldirektor bei einer im damaligen Osmanischen Reich unter französischer Kontrolle stehenden Bahngesellschaft. Nach dem Schulbesuch in Haifa, Versailles und Toulon und Abschlüssen in den Jahren 1916 und 1917 ging er anschließend in die USA, wo sein Vater während des Ersten Weltkrieges tätig war. Gaudin studierte an der Columbia School of Mines der Columbia University und schloss das Studium 1921 mit dem akademischen Grad Engineer of Mines ab. Nach Aufenthalten in der Industrie kehrte er 1924 als Hochschullehrer an die Columbia University zurück. 1926 wurde er US-Bürger. Von 1926 bis 1929 war er Associate Professor für Metallurgie an der University of Utah und anschließend bis 1939 Research Professor an der Montana School of Mines. Ab 1939  bis zu seiner Emeritierung 1966 lehrte und forschte er am Massachusetts Institute of Technology (MIT).
Gaudin leistete wichtige Beiträge zu verschiedenen Teilgebieten der technischen Mineralogie, so zur Schaumflotation in der Erzaufbereitung, zur Hydrometallurgie, zur Zerkleinerung von Erzen, zur Oberflächenchemie und zur metallurgischen Anwendung radioaktiver Isotope.
1956 wurde er zum Mitglied der American Academy of Arts and Sciences gewählt. 1964 gehörte er zu den 25 Gründungsmitgliedern der National Academy of Engineering (NAE). Von 1964 bis 1969 war er Mitglied des NAE Council. Er war Ehrendoktor der Montana School of Mines.